# Helmut Schwilden
Helmut Schwilden (* 10. März 1949 in Krefeld; † 7. September 2015 in Brest) war ein deutscher Mediziner und Professor für Anästhesiologie.

## Leben
Schwilden studierte von 1967 bis 1973 Physik und Mathematik an der Rheinischen Friedrich-Wilhelms-Universität Bonn. Mit der Promotion zum Dr. rer. nat. schloss er dieses Studium 1976 ab. Es folgte von 1976 bis 1983 ein Studium der Medizin, ebenfalls an der Universität Bonn. Von 1978 bis 1988 war er bei Horst Stoeckel Wissenschaftlicher Assistent am Institut für Anästhesiologie der Universität Bonn. Im Jahr 1982 wurde er zum Dr. med. promoviert. 1987 erlangte er die Facharztanerkennung für Anästhesiologie sowie die Habilitation und Venia Legendi für das Lehrgebiet Anästhesiologie. Von 1988 bis 1991 war er Medizinischer Leiter der Paul-Martini-Stiftung. 1991 wurde er auf eine Professur für Klinisch-pharmakologische Anästhesiologie der Universität Bonn berufen. Seit 1996 wirkte er als außerordentlicher Professor für Experimentelle Anästhesiologie an der Friedrich-Alexander-Universität Erlangen-Nürnberg.
Sein Sohn ist der Journalist Frédéric Schwilden. 

## Veröffentlichungen (Auswahl)
- als Hrsg. mit Jürgen Schüttler: Modern Anesthetics. Berlin/Heidelberg 2008.
- Quantitative EEG-Analysen von Hypnotika. Implikationen für die automatische Narkosemitteldosierung. Stuttgart 1989.
- als Hrsg.: Die Inhalationsnarkose. Steuerung und Überwachung. Stuttgart 1987.
- Die interaktive Dosierung intravenöser Anästhetika. Stuttgart 1986.
- mit W. Schwarz und Jürgen Schüttler: Friedrich-Alexander-Universität Erlangen-Nürnberg – Klinik für Anästhesiologie. In: Jürgen Schüttler (Hrsg.): 50 Jahre Deutsche Gesellschaft für Anästhesiologie und Intensivmedizin: Tradition und Innovation. Springer-Verlag, Berlin/Heidelberg/New York 2003, ISBN 3-540-00057-7, S. 380–389.